# 秋田博前駅
秋田博前駅（あきたはくまええき）は、秋田県秋田市新屋町（あらやまち）字砂奴寄（さぬき）にあった、秋田臨海鉄道線（南線）の臨時旅客駅（廃駅）である。

## 歴史
1986年（昭和61年）に開催された「明日の秋田が見えてくる 秋田博'86」に合わせて設置された臨時駅で、当時の国鉄秋田鉄道管理局が、臨時列車「アッキー号」を秋田駅 - 土崎駅 - 秋田博前駅間に1日4往復運転した。

### 年表
- 1986年（昭和61年）
  - 7月18日：秋田博開催に伴い開業。
  - 8月24日：秋田博最終日。
  - 8月25日：秋田博終了に伴い、廃止。

## 駅構造
鉄筋パイプを組み立てた簡易的なホーム（1面1線）を有していたが、駅舎は無かった。

## 駅周辺
ここでは開催当時の周辺施設を紹介する。
- 秋田県立向浜運動広場
  - 秋田県立スケート場（メイン会場）
  - 秋田県立球場
  - 秋田県立プール
- 秋田プライウッド

## 隣の駅
秋田臨海鉄道(廃線）
秋田臨海鉄道線（南線）
穀保町駅 - （臨）秋田博前駅 - 向浜駅